# Äinäjärvi
Äinäjärvi är en sjö i kommunen Asikkala i landskapet Päijänne-Tavastland i Finland. Sjön ligger 143,7 meter över havet. Arean är 46 hektar och strandlinjen är 4,91 kilometer lång. Sjön  ingår i Kymmene älvs huvudavrinningsområde.   Den ligger omkring 35 km nordväst om Lahtis och omkring 120 km norr om Helsingfors. 